# Dick's Picks Volume 2
Dick's Picks Volume 2 je druhé koncertní album ze série Dick's Picks od americké rockové skupiny Grateful Dead. Album bylo nahrané 31. října 1971 v Columbusu v Ohiu a vyšlo v březnu 1995.

## Seznam skladeb
| Pořadí | Název                           | Autor                                                  | Délka |
| ------ | ------------------------------- | ------------------------------------------------------ | ----- |
| 1.     | Dark Star / Jam                 | Garcia, Hart, Kreutzmann, Lesh, McKernan, Weir, Hunter | 23:14 |
| 2.     | Sugar Magnolia                  | (Weir, Hunter                                          | 6:33  |
| 3.     | St. Stephen                     | Garcia, Lesh, Hunter                                   | 7:10  |
| 4.     | Not Fade Away                   | Petty, Hardin                                          | 7:25  |
| 5.     | Going Down the Road Feeling Bad | traditional                                            | 10:38 |
| 6.     | Not Fade Away                   | Petty, Hardin                                          | 3:19  |

## Sestava
- Jerry Garcia - sólová kytara, zpěv
- Keith Godchaux - klávesy
- Bill Kreutzmann - bicí
- Phil Lesh - basová kytara, zpěv
- Bob Weir - rytmická kytara, zpěv